# Cygwin
Cygwin (pronunciat /ˈsɪɡwɪn/) és un entorn Unix i una interfície de línia d'ordres per a Microsoft Windows. Cygwin proporciona integració nativa de les aplicacions basades en Windows, les dades, i altres recursos del sistema amb les aplicacions, eines de programari, i les dades dels entorns Unix. Per tant, és possible llançar aplicacions de Windows des de l'entorn Cygwin, així com a utilitzar eines i aplicacions de Cygwin en el context operatiu de Windows.
Cygwin consta de dues parts: una biblioteca d'enllaç dinàmic (DLL) com a capa de compatibilitat d'API que subministra una part substancial de la funcionalitat de l'API de POSIX, i una extensa col·lecció d'eines de programari i aplicacions que proporcionen un aspecte Unix.
Cygwin va ser desenvolupat originalment per Cygnus Solutions, la qual va ser adquirida per Red Hat. És programari lliure, alliberat sota la llicència GNU General Public License. Avui en dia és mantingut pels empleats de Red Hat, NetApp i molts altres voluntaris. Corinna Vinschen i Christopher Faylor són actualment els directors de l'equip de desenvolupament de Cygwin.